# صفقة غادسدن

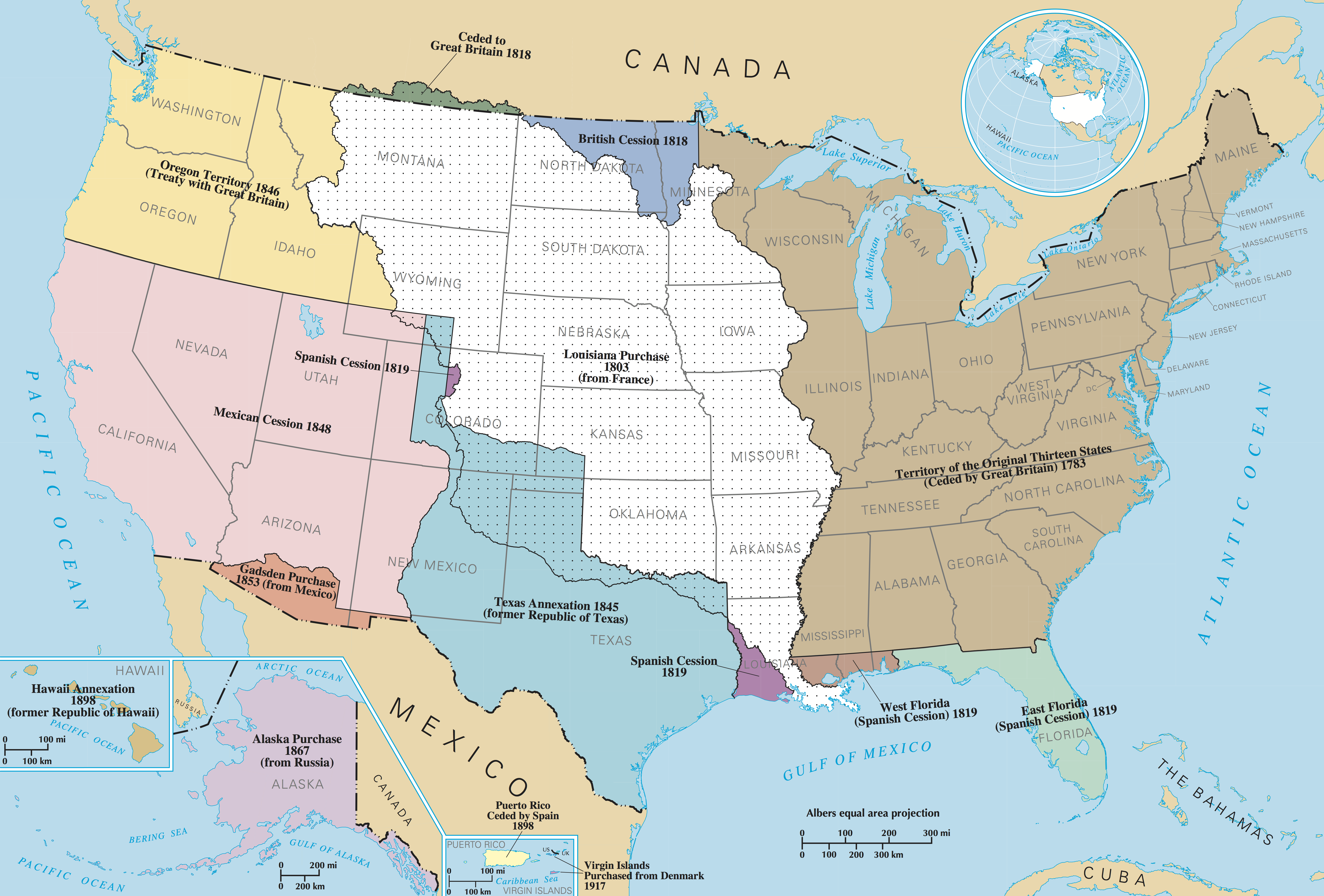
توسع إقليمي للولايات المتحدة، صفقة غادسدن موضحة في اللون الأحمر البرتقالي

صفقة غادسدن (بالإسبانية: Venta de La Mesilla)‏ أي (بيع لا مسيلا)، وهي إجراء اتخذته الولايات المتحدة الأمريكية لشراء ما يقرب من 29,670-ميل-مربع (76,800 كـم2) من أراضي منطقة ما يعرف في الوقت الحالي بجنوب ولاية أريزونا وجنوب غرب نيو مكسيكو عن طريق معاهدة وقعت من قبل السفير الأميركي في المكسيك في ذلك الوقت جيمس غادسدن [الإنجليزية] في 30 ديسمبر 1853. صوت مجلس الشيوخ الأمريكي لصالح التصديق عليها مع بعض التعديلات في 25 أبريل 1854، ومن ثم نقلت إلى الرئيس الرابع عشر فرانكلين بيرس. تولت حكومة المكسيك والكونغرس العام أو كونغرس الاتحاد إجراءات الموافقة النهائية في 8 يونيو 1854. وكانت هذه الصفقة الأخيرة للاستحواذ على الأراضي في الولايات الأمريكية المتجاورة لإضافة مساحة كبيرة للبلاد.
شملت الصفقة شراء أراضي جنوب نهر جيلا وغرب ريو غراندي بحيث مكن الولايات المتحدة من بناء السكة الحديدية العابرة للقارات على طول الطريق الجنوبي، والتي أنهته شركة نقل جنوب الهادئ للسكك الحديدية في وقت لاحق في 1881 / 1883. ومن أهداف الصفقة أيضا إصلاح القضايا الحدودية العالقة بين الولايات المتحدة والمكسيك بعد معاهدة غوادالوبي هيدالغو، والتي انتهت قبل الحرب المكسيكية الأمريكية بين عامي 1846-1848.
مع تطور عصر السكك الحديدية، رأى الجنوبيون أن خط السكة الحديد الذي يربط الجنوب مع ساحل المحيط الهادئ من شأنه توسيع الفرص التجارية. ظنوا أن تضاريس الجزء الجنوبي من الحدود الأصلية إلى المناطق التي تنازلت عنها المكسيك عام 1848 (حالية هي : كاليفورنيا، نيفادا، يوتا، أريزونا، نيومكسيكو، غرب كولورادو) أنها جبلية لتسمح بشق الطرق المباشرة. المتوقع أن طرق السكك الحديدية الجنوبية تنحرف لتتجه إلى الشمال تجاه نهاية المسار الشرقي، والتي ستكون في مصلحة الربط مع السكك الحديدية الشمالية وأخيرا في مصلحة الربط مع الموانئ الشمالية. لتجنب الجبال رأى الجنوبيون أن نهاية المسار الجنوبية شرقية قد تحتاج إلى تنحرف جنوبا إلى الأراضي التي ما زالت مكسيكية.
كانت إدارة الرئيس فرانكلين بيرس متأثر بشدة من وزير الحرب جيفرسون ديفيس (الذ كان فيما بعد رئيس الولايات الكونفدرالية الجنوبية الانفصالية)، وقد رأى أنها فرصة للحصول على أراضي للسكك الحديدية، وكذلك استحواذ أراض أخرى كبيرة من شمال المكسيك. بالنهاية، تم شراء أراضي للسكك الحديدية بمبلغ 10 ملايين دولار (290 مليون دولار في يومنا هذا)، ولكن المكسيك رفضت أي عملية بيع واسعة للأراضي. وأصبح النقاش في الولايات المتحدة حول المعاهدة معني في النزاع الإقليمي حول العبودية وإنهائها قبل أن تحصل الحرب الأهلية الأمريكية.